# 高井実徳
高井 実徳（たかい さねのり、宝暦13年（1763年） - 天保5年（1834年）11月）は、江戸時代中期から後期の旗本。山田奉行（34代目）、大坂東町奉行を務めた。本姓は横田氏。官位は従五位下山城守。

## 人物
文化14年（1817年）に山田奉行に就任、文政3年（1820年）に大坂東町奉行に転任した。
高井にとって特筆すべきはこの時代であり、この時、与力の1人であった大塩平八郎を重用、汚職の一掃を図った。しかし健康面と高齢を理由に天保元年（1830年）に辞職、ほどなくして大塩も奉行所を去る。その後、御三卿の1つである田安家の家老に就いたが、天保5年（1834年）に没した。

## 登場する作品
- 菊池道人『大塩平八郎起つ』廣済堂出版（廣済堂文庫）、1998年、ISBN 4-331-60663-5
- 渡辺一雄『「乱」大塩平八郎』廣済堂出版（廣済堂文庫）、2002年、ISBN 4-331-60960-X